# Sylvia Plath
Sylvia Plath (/plæθ/; 27 tháng 10 năm 1932 – 11 tháng 2 năm 1963) là một nhà thơ, tiểu thuyết gia và nhà văn viết truyện ngắn người Mỹ. Bà được ghi nhận là đã phát triển thể loại thơ xưng tội và nổi tiếng nhờ hai tuyển tập thơ đã xuất bản của mình, Bức tượng và những bài thơ khác (1960) và Ariel (1965), và Quả chuông ác mộng, một cuốn tiểu thuyết xuất bản trước khi bà tự tử vào năm 1963 không lâu. Tuyển tập thơ được xuất bản vào năm 1981, bao gồm những tác phẩm chưa được xuất bản trước đó. Với tuyển tập này Plath đã nhận được Giải Pulitzer cho Thơ ca vào năm 1982, khiến bà trở thành người thứ tư nhận được giải thưởng này sau khi qua đời.
Sinh ra ở Boston, Massachusetts, Plath thốt nghiệp Trường đại học Smith ở Massachusetts và Viện Đại học Cambridge, Anh, nơi bà là sinh viên của Trường đại học Newnham. Bà kết hôn với nhà thơ Ted Hughes vào năm 1956, và họ cùng nhau sống cả ở Hoa Kỳ và Anh. Mối quan hệ của họ rất hỗn loạn, và trong những bức thư, Plath ghi rằng mình đã bị chồng lạm dụng. Họ có hai con trước khi ly thân vào năm 1962.
Plath bị trầm cảm trong phần lớn cuộc đời khi trưởng thành, và đã được điều trị nhiều lần bằng liệu pháp sốc điện (ECT). Bà kết thúc cuộc đời mình vào năm 1963.

## Cuộc đời

### Thời thơ ấu
Sylvia Plath sinh ngày 27 tháng 10 năm 1932 tại Boston, Massachusetts. Mẹ bà, Aurelia Schober Plath (1906–1994), người Mỹ gốc Áo thế hệ hai, và cha bà, Otto Plath (1885–1940), đến từ Grabow, Mecklenburg-Schwerin, Đức. Cha của Plath là một nhà côn trùng học và giáo sư sinh học tại Đại học Boston, và ông có một cuốn sách về ong vò vẽ.
Vào ngày 27 tháng 4 năm 1935, em trai của Plath là Warren chào đời. Vào năm 1936, cả gia đình chuyển từ 24 Prince Street ở Jamaica Plain, Massachusetts, tới 92 Johnson Avenue, Winthrop, Massachusetts. Mẹ của Plath, Aurelia, với ông bà ngoại của Plath, cặp vợ chồng Schober, từ năm 1920 đã sống ở một khu của Winthrop gọi là Point Shirley, một địa điểm sẽ được nhắc đến trong thơ của Plath. Khi sống ở Winthrop, cô bé tám tuổi Plath đã xuất bản bài thơ của mình trên mục thiếu nhi của tờ Boston Herald. Trong vài năm sau đó, Plath xuất bản nhiều bài thơ trên tạp chí và tờ báo khu vực. Ở tuổi 11, Plath bắt đầu viết nhật ký. Ngoài viết lách, bà cũng cho thấy tương lai triển vọng của một họa sĩ, với những bức họa đoạt giải Giải thưởng Văn học và Nghệ thuật Học thuật vào năm 1947.
Otto Plath qua đời vào ngày 5 tháng 11 năm 1940, một tuần rưỡi sau sinh nhật tám tuổi của Plath, do biến chứng sau khi cắt cụt một bàn chân do bệnh tiểu đường không được điều trị. Ông đã trở nên ốm yếu không lâu sau khi một người bạn qua đời vì ung thư phổi. Do thấy sự tương đồng giữa triệu chứng của mình và người bạn, Otto nghĩ rằng mình cũng bị ung thư phổi và không đi điều trị cho tới khi bệnh tiểu đường đã tiến trị quá mức. Được nuôi dạy với đức tin Nhất vị, Plath đã phần nào mất đi đức tin sau cái chét của cha và có thái độ mâu thuẫn với tôn giáo trong suốt phần đời còn lại. Cha bà được chôn cất ở Nghĩa trang Winthrop. Một lần viếng thăm mộ cha đã là cảm hứng cho Plath về sau viết bài thơ "Electra on Azalea Path".
Sau cái chết của Otto, Aurelia cùng các con và cha mẹ chuyển tới 26 Elmwood Road, Wellesley, Massachusetts vào năm 1942. Plath bình luận vào "Ocean 1212-W", một trong những tác phẩm cuối cùng của bà, rằng chín năm đầu đời "tự phong ấn mình như một con thuyền trong một cái lo—đẹp, không thể tiếp cận, xưa cũ, một huyền thoại bay màu trắng đẹp đẽ". Plath theo học Trường Trung học Bradford Senior (giờ là Trường Trung học Wellesley) ở Wellesley, tốt nghiệp vào năm 1950.

### Những năm học tập

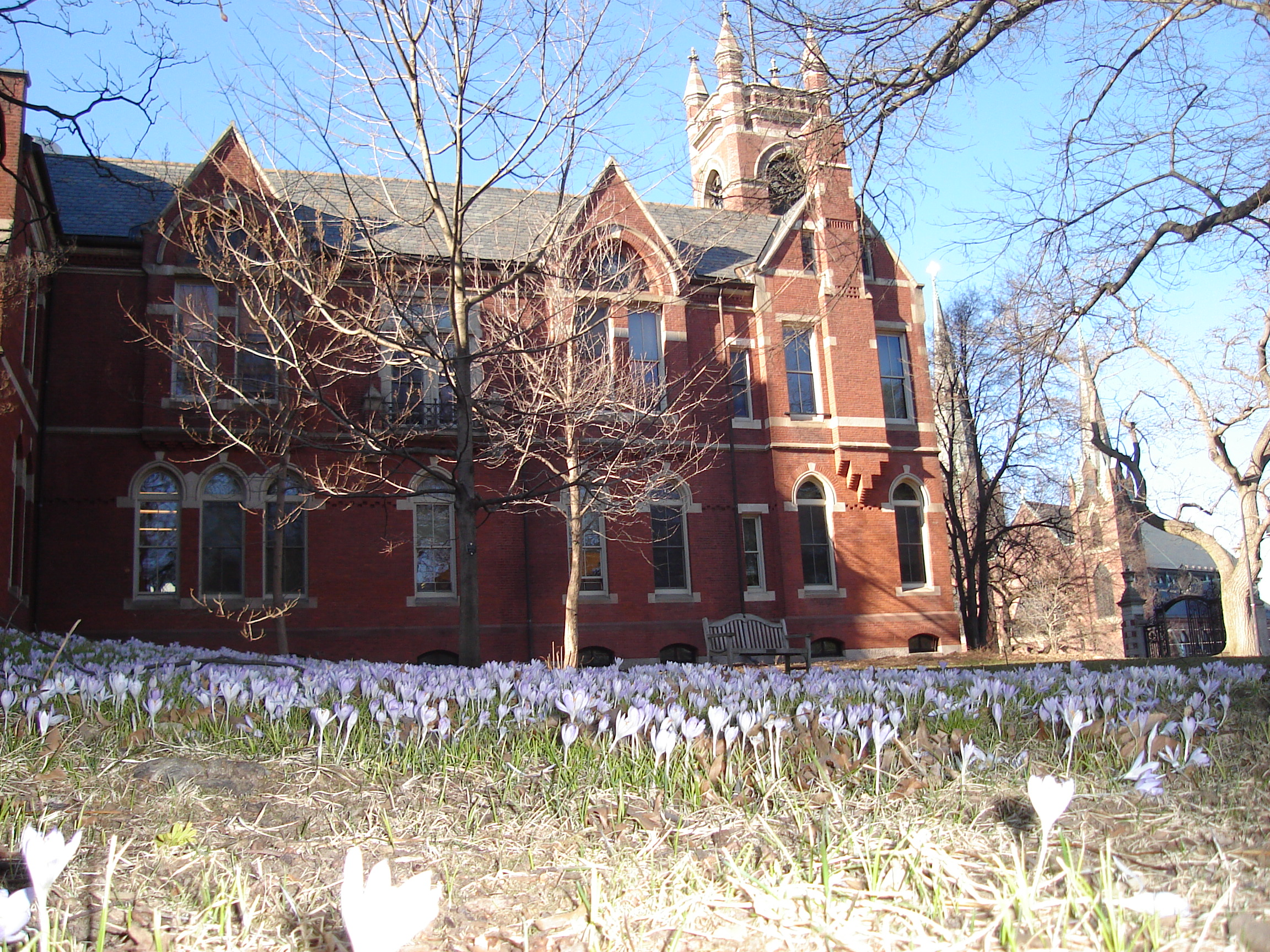
Trường đại học Smith, ở Northampton, Massachusetts

Vào năm 1950, Plath bắt đầu theo học Trường đại học Smith, một trường đại học tư khai phóng dành cho phụ nữ ở Massachusetts, và bà là một sinh viên tài năng và xuất sắc tại đây. Khi ở Smith, bà sống ở Nhà Lawrence, và hiện nay có thể thấy một tấm bảng tưởng niệm bên ngoài căn phòng cũ của bà. Plath là biên tập viên của tạp chí The Smith Review. Vào mùa hè sau năm ba đại học, Plath dành một tháng ở New York làm biên tập viên khách mời cho tờ Mademoiselle. Trải nghiệm này không như mong đợi, và rất nhiều sự kiện xảy ra trong mùa hè năm đó đã trở thành nguồn cảm hứng cho Quả chuông ác mộng.
Bà rất tức tối vì đã không có mặt tại cuộc gặp gỡ mà biên tập viên đã xắp sếp với nhà thơ người Wales, Dylan Thomas — một nhà văn mà bà yêu quý, "nhiều hơn cả chính cuộc sống", một người bạn của bà nói. Plath đã quanh quẩn tại Quán rượu White Horse và Khách sạn Chelsea trong hai ngày, hi vọng gặp được Thomas, nhưng ông đã trên đường trở về nước. Một vài tuần sau, bà rạch chân để xem mình có đủ "dũng khí" để tự sát hay không. Trong thời gian này, bà cũng không được nhận vào xêmina viết văn với tác giả Frank O'Connor. Và vào ngày 24 tháng 8 năm 1953, Plath đã cố gắng tự tử lần đầu tiên bằng cách uống thuốc ngủ của mẹ. Bà sống sót sau lần tự tử thất bại này, và phải dành sáu tháng sau đó để điều trị tâm thần bằng liệu pháp sốc điện và sốc insulin.

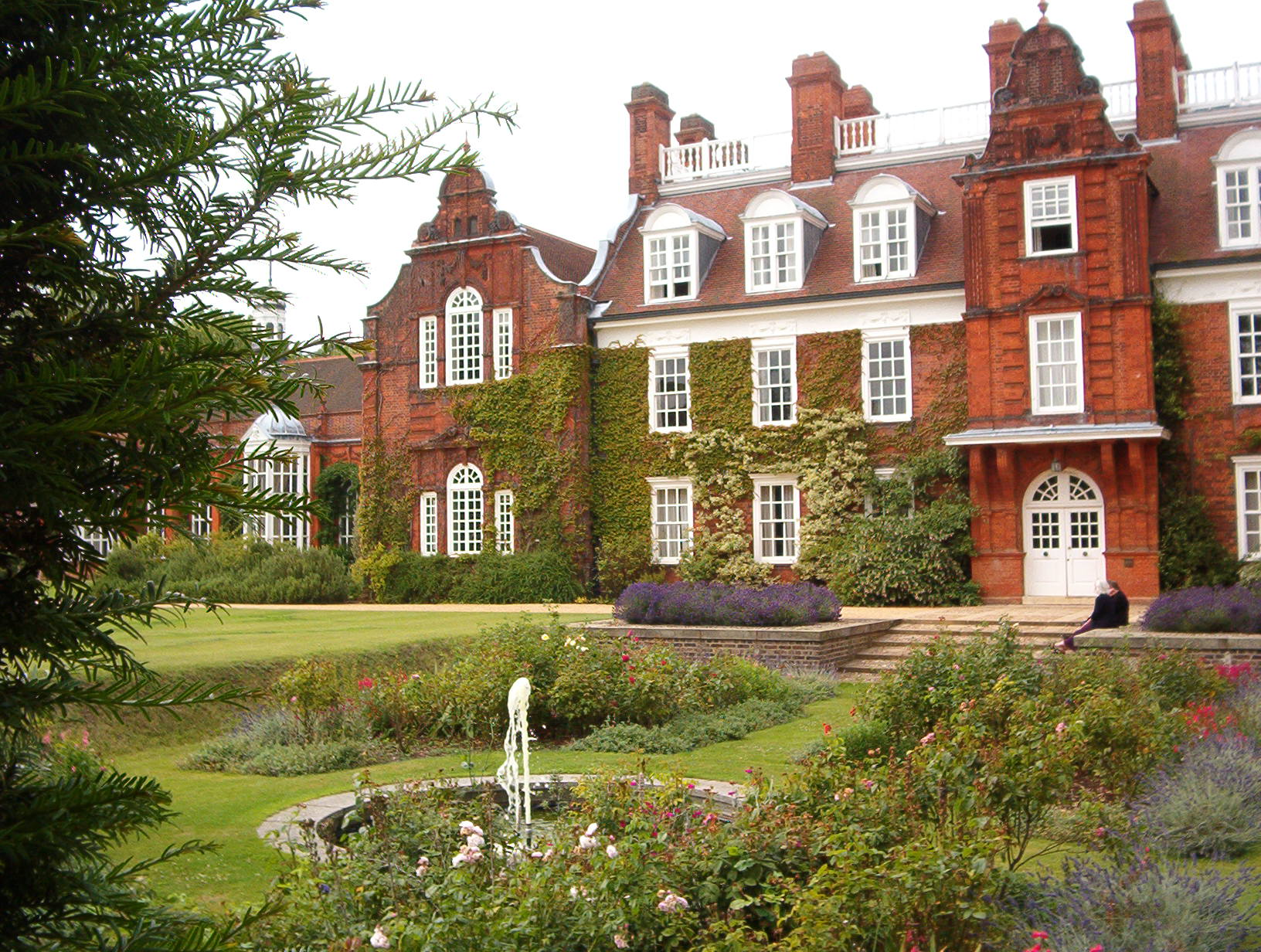
Đại sảnh Sidgwick tại Trường đại học Newnham

Plath dường như đã hồi phục tốt và quay trở lại trường. Vào tháng 1 năm 1955, bà nộp luận án của mình, The Magic Mirror: A Study of the Double in Two of Dostoyevsky's Novels, và tốt nghiệp Smith vào tháng 6 với bằng Cử nhân nghệ thuật (A.B.), hạng Xuất sắc (summa cum laude). Ngoài ra, bà có chỉ số IQ khoảng 160.
Bầ nhận được Học bổng Fulbright để theo học tại Trường đại học Newnham, một trong hai trường đại học nữ sinh duy nhất của Đại học Cambridge ở Anh. Đây là nơi mà bà tiếp tục tích cực viết thơ và xuất bản tác phẩm của mình tại tạp chí sinh viên Varsity.

### Hôn nhân
Ngày 25 tháng 2 năm 1956 tại một bữa tiệc của tạp chí St. Botolph's Review ở Cambridge, Sylvia Plath lần đầu tiên gặp nhà thơ Ted Hughes. Vốn ngưỡng mộ tài năng và tò mò về con người Hughes, Plath làm mọi cách để thu hút sự quan tâm của Hughes. Bốn tháng sau đó họ kết hôn tại St George the Martyr, Holborn của Anh. Sylvia vẫn thường miêu tả chồng mình giống như một con sư tử, một nhà phiêu lưu, một ca nhân hay thi sĩ, sở hữu giọng nói như sấm truyền đến từ Chúa trời.
Vào đầu năm 1957, cặp vợ chồng chuyển đến Hoa Kỳ và từ tháng 9 năm 1957 Plath giảng dạy ở Smith College, trường cũ của cô. Trong thời gian này, Sylvia nhận ra rằng bản thân cảm thấy quá khó khăn để cân bằng thời gian giữa giảng dạy và viết lách. Sau một thời gian ngắn làm nghề giáo tại Mỹ, cặp vợ chồng trẻ đã quyết định dành toàn bộ thời gian cho công việc sáng tác.
Tháng 4 năm 1960, Plath xuất bản cuốn sách đầu tiên của mình về thơ, The Colossus. Vào tháng 2 năm 1961, Plath bị sẩy thai trong lần mang thai thứ hai của mình (lần thứ nhất cô đã sinh con gái đầu lòng mang tên Frieda) - bài thơ Parliament Hill Fields cũng có đề cập sự kiện này. Cùng năm đó, vào tháng 8, cuốn tiểu thuyết bán tự truyện The Bell Jar (tạm dịch: Quả chuông ác mộng) hoàn thành và ngay lập tức sau đó, họ dọn đến ở thị trấn nhỏ của Bắc Tawton ở Devon.
Năm 1961, hai vợ chồng thuê căn hộ ở Chalcot Square, Assia cùng chồng là David Wevill được Plath mời đến nhà chơi. Lần đầu tiên gặp nhau, Hughes ngay lập tức bị xiêu lòng bởi vẻ đẹp của Assia. Sau sự ra đời đứa con trai tên Nicholas vào năm 1962, cuộc hôn nhân ngày càng trở nên đầy bất ổn do tinh thần của Plath và sự nghi ngờ không chung thủy về chồng - người đã có quan hệ với Assia Wevill.
Cặp vợ chồng sau đó ly hôn, Plath dẫn các con đến sống ở London. Trong một sự bức phá bất thường của sáng tạo vào mùa thu năm 1962, Plath viết hầu hết các bài thơ mà sau này vẫn còn được biết đến.

### Cái chết

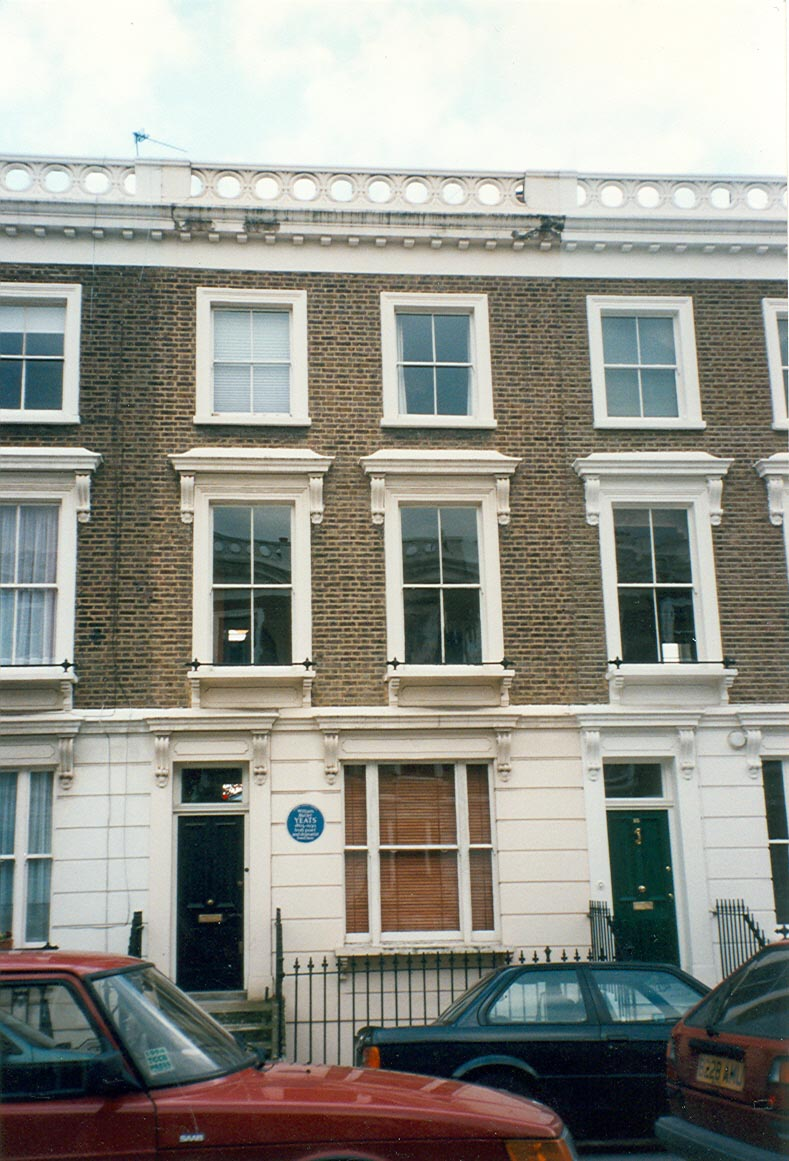
Ngôi nhà nơi Plath tự tử ở gần Primrose Hill, London

Trước khi qua đời, Sylvia nhiều lần cố gắng tự sát nhưng bất thành. Ngày 24 tháng 8 năm 1953, Plath dùng thuốc quá liều trong hầm rượu ở nhà của mẹ cô. Tháng 6 năm 1962, sau khi phát hiện mối quan hệ giữa Ted và Assia, cô đã lái chiếc xe hơi ra khỏi lề đường, đâm xuống sông. Khi được hỏi về vụ việc, cô thừa nhận mình đã cố gắng tự tử.
Tuy nhiên, mùa đông năm đó, sau khi ly hôn không lâu cũng là lúc Sylvia ngày càng bị cô lập, tuyệt vọng. Khoảng 4 giờ 30 phút sáng ngày 11 tháng 2 năm 1963, Plath quyết định tự tử. Cô nhốt mình trong một căn phòng ngay cạnh lò bếp, bịt kín cửa ra vào bằng khăn ướt để không ảnh hưởng tới các con của mình. Cô bật bếp ga lên và chui đầu vào bên trong cửa bếp cho khí gas thoát ra. Đến 9 giờ sáng, y tá của Sylvia đến trước căn hộ của cô và cố gắng đi vào trong khi gọi nhiều lần nhưng không thấy ai trả lời. Sau đó, người ta đã phát hiện thi thể của nữ thi sĩ chui đầu trong bếp lò, chết vì ngộ độc khí gas.
Cuốn tiểu thuyết duy nhất của cô là The Bell Jar  được phát hành vào tháng 1 năm 1963, xuất bản dưới bút danh Victoria Lucas, và tạo được tiếng vang trên văn đàn

## Tranh cãi
Cuộc tranh luận đã diễn ra có nhiều người đổ lỗi do Hughes cho cái chết sớm của Plath. Phong trào nữ quyền áp dụng với cô như một biểu tượng và giải thích vai trò của Hughes là người có trách nhiệm với văn chương của Plath.
Tập thơ Birthday Letters của Ted Hughes vào thời điểm gần đó giải thích quan điểm của ông về cuộc hôn nhân của họ trong một loạt các đấu giá và lời thơ héo úa.

## Tác phẩm
Khi còn sống, Sylvia Plath mới in một tập thơ The Colossus (1960) và tiểu thuyết Quả chuông ác mộng (The Bell Jar, 1963) với bút danh Victoria Lucas. Sau khi mất, các tập thơ: Ariel (1965), Crosing the Water (Băng qua nước, 1971), Winter Trees (Cây mùa đông, 1972) được xuất bản. Ted Hughes tập hợp và in Collected Poems (Tuyển tập thơ) năm 1981.

## Một vài bài thơ
| Mad Girl's Love Song "I shut my eyes and all the world drops dead; I lift my lids and all is born again. (I think I made you up inside my head.) The stars go waltzing out in blue and red, And arbitrary blackness gallops in: I shut my eyes and all the world drops dead. I dreamed that you bewitched me into bed And sung me moon-struck, kissed me quite insane. (I think I made you up inside my head.) God topples from the sky, hell's fires fade: Exit seraphim and Satan's men: I shut my eyes and all the world drops dead. I fancied you'd return the way you said, But I grow old and I forget your name. (I think I made you up inside my head.) I should have loved a thunderbird instead; At least when spring comes they roar back again. I shut my eyes and all the world drops dead. (I think I made you up inside my head.)" Mirror I am silver and exact. I have no preconceptions. What ever you see I swallow immediately Just as it is, unmisted by love or dislike. I am not cruel, only truthful--- The eye of a little god, four-cornered. Most of the time I meditate on the opposite wall. It is pink, with speckles. I have looked at it so long I think it is a part of my heart. But it flickers. Faces and darkness separate us over and over. Now I am a lake. A woman bends over me, Searching my reaches for what she really is. Then she turns to those liars, the candles or the moon. I see her back, and reflect it faithfully. She rewards me with tears and an agitation of hands. I am important to her. She comes and goes. Each morning it is her face that replaces the darkness. In me she has drowned a young girl, and in me an old woman Rises toward her day after day, like a terrible fish. The Rival If the moon smiled, she would resemble you. You leave the same impression Of something beautiful, but annihilating. Both of you are great light borrowers. Her O-mouth grieves at the world; yours is unaffected, And your first gift is making stone out of everything. I wake to a mausoleum; you are here, Ticking your fingers on the marble table, looking for cigarettes, Spiteful as a woman, but not so nervous, And dying to say something unanswerable. The moon, too, abuses her subjects, But in the daytime she is ridiculous. Your dissatisfactions, on the other hand, Arrive through the mailslot with loving regularity, White and blank, expansive as carbon monoxide. No day is safe from news of you, Walking about in Africa maybe, but thinking of me. | Bản tình ca của cô gái điên Nhắm mắt lại, cả thế giới lụi tàn Mở mắt ra, tất cả hồi sinh lại (Em cứ ngỡ rằng em đã nghĩ ra anh). Những ngôi sao với màu đỏ và xanh Dưới trời hoàng hôn tối đen như mực Nhắm mắt vào, cả thế giới lụi tàn. Mơ thấy anh làm bùa phép trên giường Hát và hôn như cuồng điên mất trí (Em cứ ngỡ rằng em đã nghĩ ra anh) Cả cơn nóng địa ngục và Thượng đế không còn Biến mất hết cả thần tiên, quỷ sứ Nhắm mắt vào, cả thế giới lụi tàn. Tưởng anh quay về như đã hứa với em Thời gian trôi, và rồi em quên lãng (Em cứ ngỡ rằng, em đã nghĩ ra anh). Giá mà yêu chim sấm thay vì anh Mỗi xuân về chim còn quay trở lại Nhắm mắt vào cả thế gian tàn lụi (Em cứ ngỡ rằng em đã nghĩ ra anh). Gương Tôi bằng bạc. Tôi không thành kiến, mà chính xác Nhìn thấy thứ gì, hấp thụ hết vào gương Như vốn có – không bị phủ mờ bởi ghét và thương Tôi không dữ dằn, tôi chỉ yêu sự thật. Con mắt của Chúa, con mắt trong bốn góc Thường suy tư, nhìn đối diện bức tường Bức tường hồng vấy bẩn. Tôi nhìn, tôi suy ngẫm Tường là một phần của trái tim. Nhưng tường run bắn Bóng tối và mặt người làm cho cách biệt thường xuyên. Tôi là mặt nước hồ. Phụ nữ cúi trên gương Họ nhìn vào tôi để tìm ra con người thật Rồi hướng về nến và trăng – những kẻ chuyên lừa lọc Tôi nhìn thấy lưng nàng và phản chiếu trong gương Phụ nữ khóc lên, hai bàn tay phụ nữ run run Phụ nữ cần gương. Phụ nữ đi rồi trở lại Mỗi buổi sáng khuôn mặt hiện trước gương từ bóng tối Phụ nữ chìm trong gương cả thiếu nữ, cả khi đà luống tuổi Ngày lại ngày đứng trước gương như con cá khủng khiếp vô cùng. Tình địch Nếu trăng mỉm cười, trăng cũng giống như cô Cô cũng gây ấn tượng như trăng, y hệt Ấn tượng của một cái gì đó đẹp, nhưng hủy diệt Đều là những kẻ ưa gom ánh sáng về mình Miệng trăng làm khổ đời, còn miệng cô thản nhiên. Làm mọi thứ trở thành đá, là tài năng đầu tiên Của cô ở đây, còn tôi thấy mình trong lăng mộ Gõ ngón tay trên bàn cẩm thạch, cô tìm thuốc lá Hằn học như phụ nữ nhưng không cáu bẳn bực mình Rồi thốt ra một điều gì có chứng cớ hiển nhiên. Trăng cũng lăng mạ những thần dân của mình Nhưng giữa ban ngày trăng quả là lố bịch Sự bất mãn của cô ở trong bàn tay khác Xuyên qua đường bưu điện, vẻ quyến rũ thường xuyên Trắng và trong, nhưng như thán khí lan truyền. Không ngày nào không nghe về cô những cái tin Có thể cô đi dạo ở châu Phi, nhưng nghĩ về tôi đấy. Bản dịch của Nguyễn Viết Thắng |